# Joaquim Honório de Campos

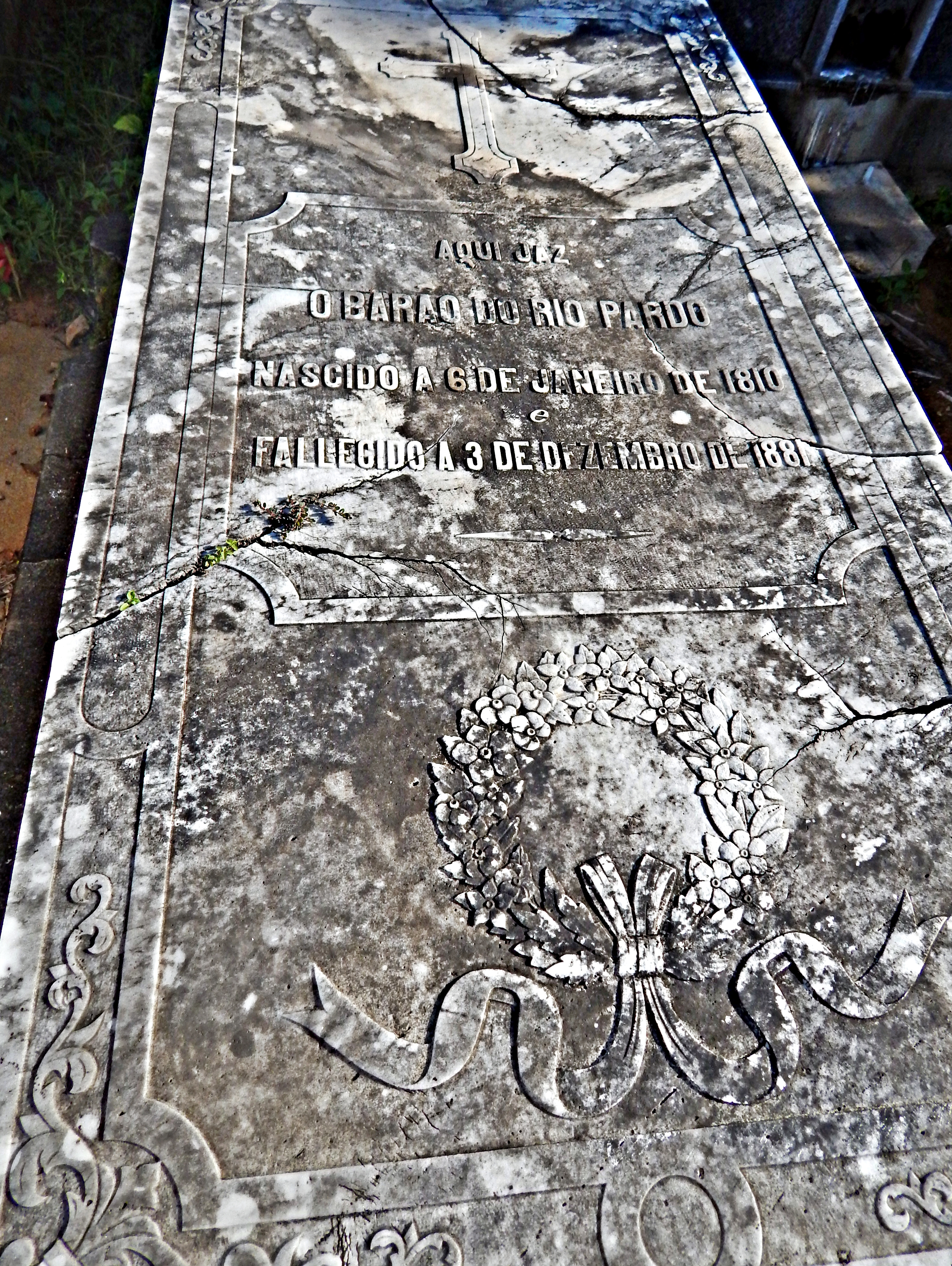
Túmulo do Barão do Rio Pardo no Cemitério de Piacatuba, distrito de Leopoldina MG

Joaquim Honório de Campos, segundo barão de Rio Pardo (06 de janeiro de 1810 — 3 de dezembro de 1881) foi um nobre brasileiro, agraciado barão.
O segundo Barão do Rio Pardo, Joaquim Honório de Campos era natural de São José do Barroso, município de Barbacena (MG). Filho de família  muito conceituada, nasceu a 06 de janeiro de 1810.
Muda-se para Leopoldina, da comarca de Mar de Espanha (MG), e começa administrar a Fazenda do Rio Pardo localizada no município, próxima ao distrito de Piacatuba e que pertenceria mais tarde a Roberto de Paiva Campos. Seu proprietário era um político de destaque na região, o Coronel Domingos Henriques de Gusmão, casado com Dona Ana Clara Mendes. Foi o Procurador que no ano de 1823, em nome do senhor Domingos de Oliveira Alves, doou uma gleba de terras onde seria instalado um povoado que se chamaria Nossa Senhora da Piedade, mais tarde Piacatuba. 
Quando da demarcação do terreno com uma cruz de madeira, alguns fatos bem conhecidos na região deram origem ao episódio da “Cruz Queimada” de Piedade. Nesse incidente, que ocorreu em um mês de maio, houve a tentativa de queimar a cruz que, milagrosamente, permaneceu intacta. Uma torre foi construída no local para protegê-la e naquele mês a cada ano há uma grande festa em comemoração com devotos prestando homenagem à Santa Cruz.
Muito trabalhador, dotado de uma grande capacidade administrativa e bom coração, Joaquim Honório de Campos conquista em curto espaço de tempo a confiança e a admiração do Coronel e casa-se com uma de suas filhas Dona Maria Clara Mendes, futura Baronesa do Rio Pardo. Tiveram uma filha, Maria Bíblia de Campos (vovó Bia) e adotaram um filho, Francisco Elias, conhecido mais tarde por Tio Velho e que morreu solteiro.
Com esforço e trabalho, adquiriu alguns bens e acabou por tornar-se proprietário de muitas terras e de outros bens, fazendo grande fortuna. Foi o responsável pela construção da primeira Igreja do Rosário no distrito de Piedade de Leopoldina. Construiu também a primeira escola do distrito e foi o seu primeiro Inspetor Geral. Por estes e outros relevantes serviços prestados à instrução pública e ao país, foi-lhe concedido pelo Imperador Dom Pedro II o título de Barão do Rio Pardo por Decreto de 20 de dezembro de 1872, assinado no Palácio Imperial a 14 de janeiro de 1873. O original desse título encontra-se em poder de seus descendentes.
Conta-se que em uma de suas fazendas havia uma Banda de Música, formada por escravos e que, por sua ordem, saudou o Imperador Dom Pedro II quando de sua visita a Leopoldina. Conta-se também que em certa ocasião correu um boato de que o Barão do Rio Pardo estaria falido. Em desmentido ele presenteou com 10:000$000 (dez contos de reis) e uma fazenda a cada um de seus cinco netos, filhos de Dona Maria Bíblia de Campos e de seu genro José Fajardo de Mello.
Ao falecer a 03 de dezembro de 1881 era proprietário da grande Fazenda Santa Cruz localizada entre a cidade de Leopoldina e o distrito de Piacatuba que, somada às outras, totalizavam 900 alqueires de terras e oitenta e sete escravos. A casa da Fazenda onde morava, em estilo colonial do século XVIII, tinha 16 janelas de frente. Em seu inventário, datado de 08 de julho de 1883, consta ainda a existência de 450:705$600 (quatrocentos e cinquenta contos, setecentos e cinco mil e seiscentos reis). Uma verdadeira fortuna na época. Seus restos mortais e os de sua esposa repousam no cemitério de Piacatuba.

Fonte: Texto escrito com base em informações e documentos fornecidos por seus descendentes.